# 천사데이
천사데이(나눔의 날)는 10월 4일을 이르는 말. 10월 4일을 숫자로 쓰면 1004(천사)가 된다는 데서 나온 말로, 어려운 사람을 돕거나 착한 일을 하자는 취지에서 정한 날이다.

## 개념
2003년에 천사운동본부(창시자: 공지태 목사, 백두원 대표)에서 시작되었다. 10월 4일을 1004로 표현할 수 있는 것에 착안했으며, 날짜에 천사의 의미를 부여하여 누군가의 천사가 되어 사랑과 희망, 행복을 나누는 나눔의 날을 일컫는 말이다.

## 활동
- 소아암 환우 돕기
- 나눔 문화 확산
- 대한민국의 나눔문화를 세계적으로 알리는 활동
- 나눔의 날을 대표하는 활동

## 연혁
- 2003. 10. 제1회 천사데이 행사 개최(경기 동두천, 일산, 미국 켄터키) 난치병 투병 중인 어린이를 위한 천사 마라톤 개최

- 2004. 7. 고양, 용인, 양주, 안산 등 지역별 천사본부 탄생
- 2004. 10. 2004 천사데이 기념 제2회 천사 마라톤 개최
- 2005. 10. 2005 천사데이 기념 제3회 천사 마라톤 개최/각 지역 8개 본부 천사데이
- 2006. 8. 1004 릴레이 마라톤 개최(울산 MBC)
- 2006. 9. 희망 지킴이 천사운동본부 사단법인 창립
- 2006. 10. 2006 천사데이 기념 제4회 천사마라톤대회 개최
- 2007. 3. 천사운동본부 창립 5주년 기념식
- 2007. 4. 1004 릴레이 희망의 마라톤 출정식(울산 MBC)
- 2007. 10. 천사데이 기념 제5회 천사 마라톤 대회 개최(풀코스, 하프)
- 2008. 3. 천안 천사운동본부 탄생
- 2008. 4. 2008 대한민국 장애인축제 "희망의 릴레이 마라톤" 출정식
- 2008. 10. 천사데이 및 제6회 하프 천사마라톤 대회(KBS 전국 생방송)
- 2009. 3. 천사데이 선포식 개최
- 2009. 4. 서울 천사운동본부 탄생
- 2009. 10. 2009 천사데이 기념 천사기동 봉사대 출정, 의료비 및 수술비 지원
- 2010. 10. 2010 천사데이 기념 제7회 천사마라톤 대회 개최(서울 청계광장, 동두천, KBS 생방송, 대국민캠페인)
- 2011. 10. 2011 천사데이 기념 제8회 천사마라톤 개최(청계광장 1004Day 희망나눔걷기대회 개최)
- 2012. 10. 2012 천사데이 기념 제9회 천사마라톤대회 개최
- 2013. 10. 2013 천사데이 기념 제10회 천사마라톤대회 개최
- 2014. 10. 2014 천사데이 기념 제11회 천사마라톤대회 개최

## 주요 내용
- 2003. 12.31

[플래시희망지킴이 천사운동본부] 주간경향
- 2004. 9.13

[커버스토리“지역사회 기부운동이 효과적”] 경향신문
- 2004.9.22.

“10월 4일 온 국민이 천사로” 내일신문
- 2004. 10.12

'천사 데이' 운동 전국 급속 확산 연합뉴스
- 2005.1.3.

[2005 희망만들기］한달 1만원에 당신도 ‘1004’ 경향신문
- 2005.6.19.

연예인 11명,봉사단체 천사운동본부 참여 연합뉴스
- 2005.9.29.

[피플세번째 맞는 천사데이, 이날을 아시나요] 경향신문
- 2005.10.1.

미군 1천명 '천사마라톤대회' 동참 연합뉴스
- 2006.9.30.

천사데이 마라톤 다음달 3일 개최 연합뉴스
- 2007.10.3.

동두천서 난치병 환자돕기 천사마라톤대회 연합뉴스
- 2008.9.17.

동두천시 '천사데이' 개최 뉴시스
- 2009.10.6.

천사운동본부, 난치병 어린이에 치료비  경인일보
- 2010.9.3.

한국남동발전, 동두천 천사데이 후원협약 뉴시스
- 2010.10.3.

동두천서 '난치병 환자돕기' 천사마라톤 열려 연합뉴스
- 2011.9.29.

'천사데이'..10월3~4일 전국에 희망 천사 뜬다 연합뉴스
- 2011.9.30.

2011년 ”천사데이 ”  아주경제
- 2012.10.4.

"천사의 사랑을 동두천에서"…천사데이 행사 개최 아주경제
- 2012.10.29.

“크리스마스처럼 뜻 깊은 ‘나눔의 날’ 만들 겁니다” 주간동아
- 2013.9.10.

천사운동본부 10월 3일 동두천서 마라톤 대회 연합뉴스
- 2013.10.1.

동두천 천사마라톤대회 3일 개최 국민일보
- 2014.9.14.

제11회 천사마라톤대회 개최  경인일보
- 2014.9.29.

11살 '천사데이' 세계로 간다 연합뉴스
- 2014.10.6

불우이웃 사랑 품고 3000여 명 천사들 달렸다 기호일보
- 2014.10.3.

김우빈, 고은미, 김소현, 김지영 천사됐다? 한국일보
- 2014.10.4.

천사데이 틴트-비아이지, 청소년 위한 '천사돌' 깜짝 변신 헤럴그팝

## 기타
- 연예인 김우빈, 이국주, 틴트, BIG, 송준근, 오나미, 이상호, 이상민, 고은미, 김소현, 김지영, 윤형빈, 정주리 등 수많은 엔터테인먼트가 참여하여 나눔의 날과 나눔문화 확산에 기여함.

참고
"전국 곳곳에 나눔 천사들 날개짓", 연예인들의 동참으로 천사데이 확산 [세계일보]
http://www.segye.com/content/html/2014/10/09/20141009002285.html?OutUrl=naver
천사데이, 김우빈-김소현 "오늘 하루만이라도 천사가 돼 주세요"... 천사데이란 [파이낸셜뉴스]
http://www.fnnews.com/news/201410041233490859